# Bharti Airtel
Bharti Airtel — индийская телекоммуникационная компания, обслуживающая около 500 млн клиентов в 17 странах Азии и Африки.

## История
В 1984 году Сунил Бхарти Миттал (англ.) основал предприятие по сборке кнопочных телефонов в техническом партнерстве с Siemens. В начале 1990-х годов началось производство факсов, беспроводных телефонов и другого оборудования. В 1992 году Миттал подал заявку на получение лицензии оператора сотовой связи. В 1994 году лицензия была получена, и в 1995 году новая компания Bharti Cellular начала развитие сотовых сетей в Дели. В конце 1990-х и начале 2000-х годов были поглощены несколько других мобильных операторов, что позволило расширить деятельность на всю Индию. В 2000 году долю в Bharti Cellular приобрела сингапурская компания Singapore Telecommunications.
В 2002 году компания разместила свои акции на Бомбейской и Национальной фондовых биржах. В 2003 году началось использование бренда Airtel. В 2009 году компания вышла на рынок Шри-Ланки. В 2010 году за 10,7 млрд долларов были куплены африканское подразделение кувейтского оператора Zain Group; это стало вторым крупнейшим зарубежным приобретением индийских компаний после покупки Tata Steel европейской группы Corus за $13,6 млрд. Эта покупка сделала Airtel пятым крупнейшим мобильным оператором в мире. Также в 2010 году была куплена доля в бангладешской компании Warid Telecom и куплен мобильный оператор на Сейшельских островах.

## Деятельность
По состоянию на 2022/2023 финансовый год у Bharti Airtel было 375,3 млн клиентов в Индии, 55,6 млн в Бангладеш (совместное предприятие Robi Axiata Ltd.), 3,1 млн на Шри-Ланке и 140,1 млн в Африке (Нигерия, Танзания, Замбия, Кения, Уганда, ДР Конго, Конго, Малави, Мадагаскар, Габон, Руанда, Чад, Нигер, Гана и Сейшельские острова).
Дочерние компании включают Airtel Payments Bank (банковские услуги) и Indus Towers (установка и обслуживание около 200 тыс. вышек мобильной связи в Индии).
Выручка за 2022/2023 финансовый год составила 1,391 трлн рупий, из них 929 млрд рупий пришлось на Индию, 416 млрд — на Африку, 3 млрд — на Бангладеш и Шри-Ланку. На услуги мобильной связи пришлось 1,159 трлн рупий выручки, в Индии компания предоставляет также услуги стационарной телефонии, кабельного телевидения и интернета, информационные услуги корпорациям.